# پرایا فرگوسن
پرایا نیکول فرگوسن (انگلیسی: Priah Nicole Ferguson؛ زادهٔ ۱ اکتبر ۲۰۰۶) بازیگر اهل ایالات متحده آمریکا است. او بیشتر به خاطر ایفای نقش اریکا سینکلر در مجموعه نتفلیکس به نام چیزهای عجیب شناخته می‌شود. فرگوسن بازیگری را در سنین کودکی آغاز کرد و حرفهٔ او تلویزیون و سینما را در بر می‌گیرد.

## اوایل زندگی
فرگوسن زادهٔ ۱ اکتبر ۲۰۰۶ در آتلانتا، جورجیا، ایالات متحده است.

## حرفه
فرگوسن انگیزه خود را برای شروع بازیگری پس از تماشای فیلم‌های کروکلین و دختران کوچولوی بابا پیدا کرد. در سال ۲۰۱۵، او بازیگری در فیلم‌های کوتاه و مستقل تولید شده به صورت محلی را آغاز کرد.
در سال ۲۰۱۶، او با حضور در مجموعه تلویزیونی اف‌اکس نت‌ورکس به نام آتلانتا و مجموعه درام جنگ داخلی آمریکا مرسی استریت کار تلویزیونی خود را آغاز کرد.